# Peinture victorienne
Vous lisez un « bon article » labellisé en 2025.

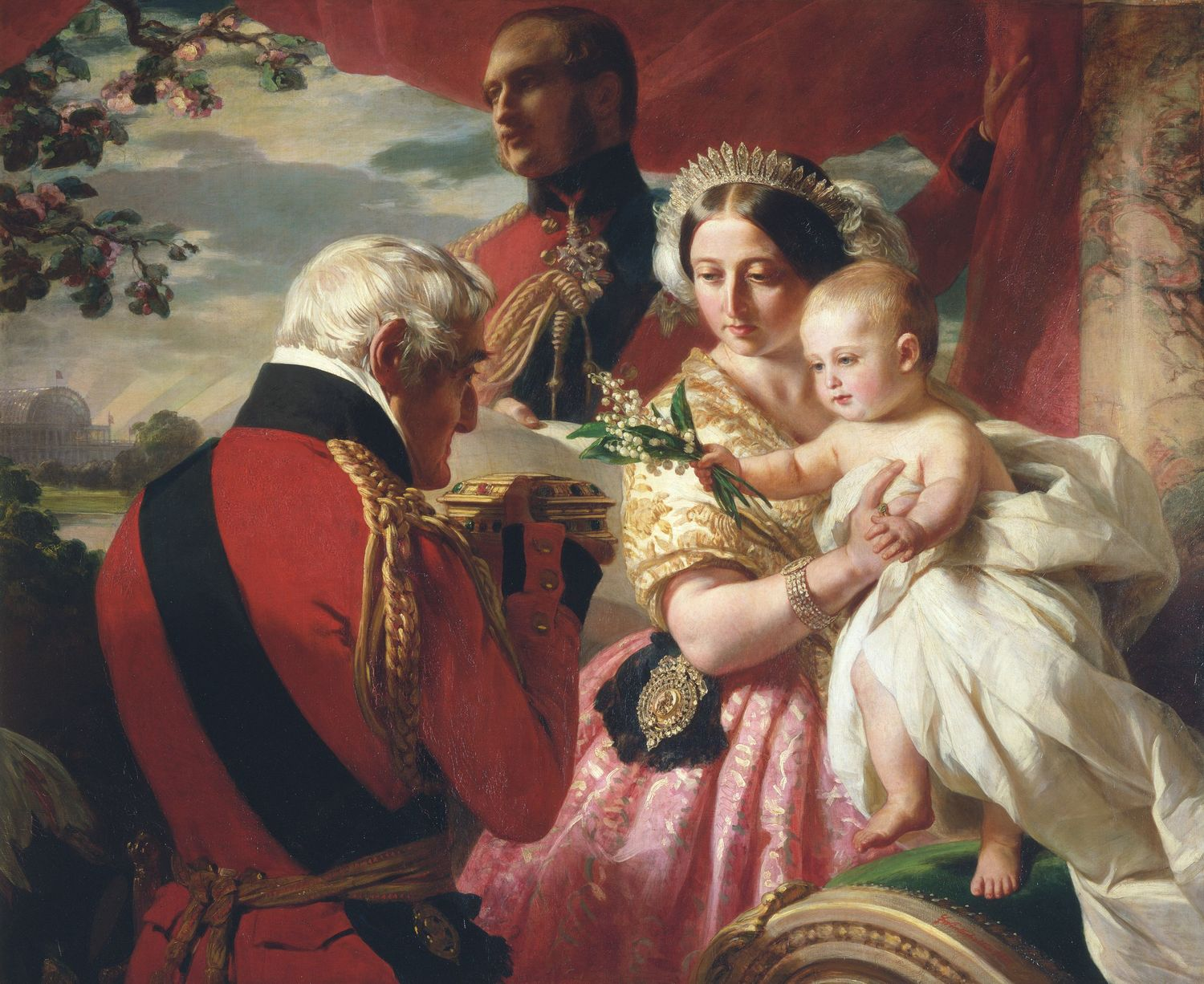
The First of May, 1851 de Franz Xaver Winterhalter est une œuvre emblématique de l'époque victorienne, qui s'inspire de la méthode de Joshua Reynolds et du style de Raphaël pour idéaliser ses sujets. Le tableau célèbre le 82e anniversaire d'Arthur Wellesley, 1er duc de Wellington, né le 1er mai 1769, dont les victoires militaires assurent la stabilité du Royaume-Uni.

La peinture victorienne rassemble les courants picturaux propres à l'ère victorienne, qui s'étend au Royaume-Uni de 1837 à 1901. Dans les premières décennies, la production artistique s'inscrit dans la tradition de la Royal Academy of Arts, qui érige en dogme l'idéalisation du sujet, héritage direct de la tradition classique et de sa hiérarchie des genres. La bourgeoisie en pleine expansion transforme également le marché de l'art et privilégie avant tout l'exactitude et le réalisme.
Dans les années 1840 et 1850, la confrérie préraphaélite, un groupe de jeunes artistes, se forme en réaction aux normes académiques. Son esthétique novatrice privilégie la fidélité absolue à la nature, combinée à l'exploration de thèmes imaginaires. Les préraphaélites visent l'exactitude visuelle maximale pour restituer la vérité d'une scène, sans idéalisation artificielle. Plus tard, la guerre franco-allemande de 1870 pousse les impressionnistes français à s'installer à Londres, en apportant de nouvelles orientations picturales. Parallèlement, l'industrialisation transforme les centres urbains britanniques en milieux de vie inhospitaliers, ce qui incite les artistes à se détourner d'une expression artistique strictement réaliste. Face à l'influence bourgeoise et au réalisme préraphaélite jugé repoussant, le mouvement esthète cherche à s'éloigner de la réalité. Certains artistes idéalisent un passé préindustriel, tandis que les adeptes de l'esthétisme, au-delà des convictions religieuses, se tournent vers l'art sacré pour son potentiel d'idéalisation, délaissant ainsi la « réalité impure et incertaine ».
La fin de l'ère victorienne et l'essor du modernisme entraînent le déclin de l'art victorien, jugé dépassé. Cependant, les préraphaélites connaissent un regain d'intérêt dans les années 1960, qui culmine avec une rétrospective réussie en 1984. Malgré cette résurgence, l'art victorien hors du préraphaélisme reste peu populaire, et son faible rayonnement aux États-Unis limite son impact mondial.

## Contexte historique

### Généralité

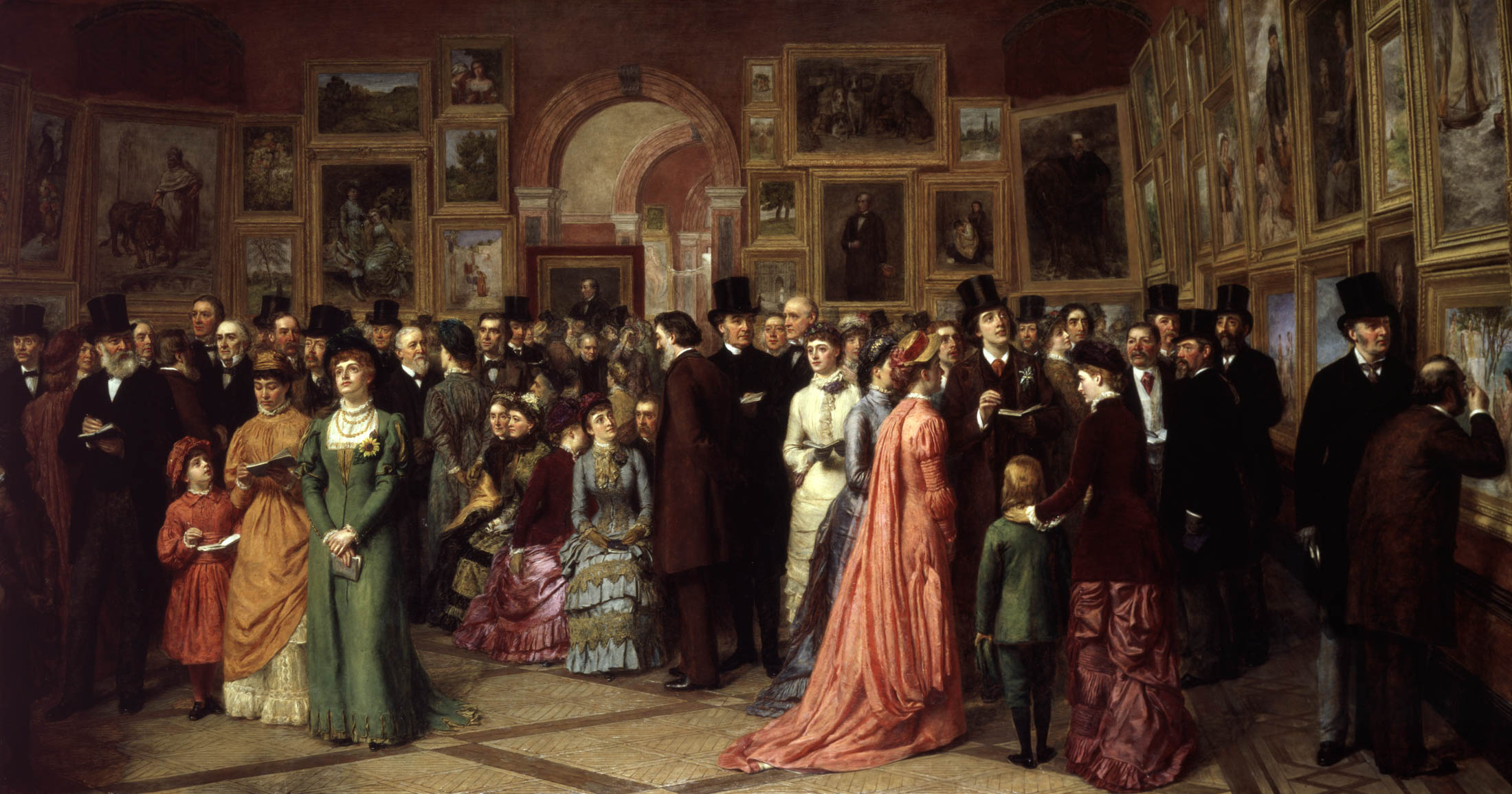
A Private View at the Royal Academy, 1881 par William Powell Frith.

Lorsque, en 1837, Alexandrina Victoria accède au trône et devient la reine Victoria du Royaume-Uni de Grande-Bretagne et d'Irlande à 18 ans, elle bénéficie d'un contexte politique favorable. En effet, d'une part, le pays est en paix ininterrompue depuis le triomphe sur Napoléon Ier en 1815, et, d'autre part, des réformes politiques majeures, en particulier le Reform Act de 1832 et ses équivalents écossais et irlandais, purgent le système politique de ses pratiques corrompues et instaurent un gouvernement stable et représentatif. Entre-temps, la révolution industrielle est en plein essor, notamment illustrée dès 1830 par l'entrée en service de la première ligne ferroviaire régulière pour voyageurs. Le réseau ferroviaire s'étend progressivement dans le pays, et, en 1850, plus de 10 000 kilomètres de voies ferrées sillonnent la Grande-Bretagne, ce qui scelle sa transformation industrielle en superpuissance. L'apogée de ce progrès est célébré en 1851 à l'Exposition universelle organisée par le prince Albert. Cet événement attire quotidiennement plus de 40 000 visiteurs, venus contempler plus de 100 000 merveilles industrielles, agricoles et d'ingénierie.
Jusqu'alors dominée par l'aristocratie foncière, l'économie britannique évolue avec la révolution industrielle et les réformes politiques, qui réduisent le pouvoir de cette élite. Émerge alors une bourgeoisie prospère — marchands, industriels, ingénieurs — dans les villes, notamment à Londres et au nord de l'Angleterre. Désireux de marquer leur réussite sociale, ces nouveaux riches prisent l'art moderne local, et, bien que leur fortune leur permette d'acquérir des pièces coûteuses, ils témoignent d'un faible engouement pour les vieux maîtres. En 1844, la légalisation des associations artistiques par le Parlement marque un tournant pour le monde de l'art. Cette loi instaure un mécénat novateur où des mécènes commanditent des artistes reconnus et les rétribuent par des loteries dont l'œuvre d'art devient le prix. Ce système inédit démocratise l'accès à l'art pour un nouveau public modeste, et dynamise le marché des estampes en élargissant leur diffusion.

### Royal Academy of Arts

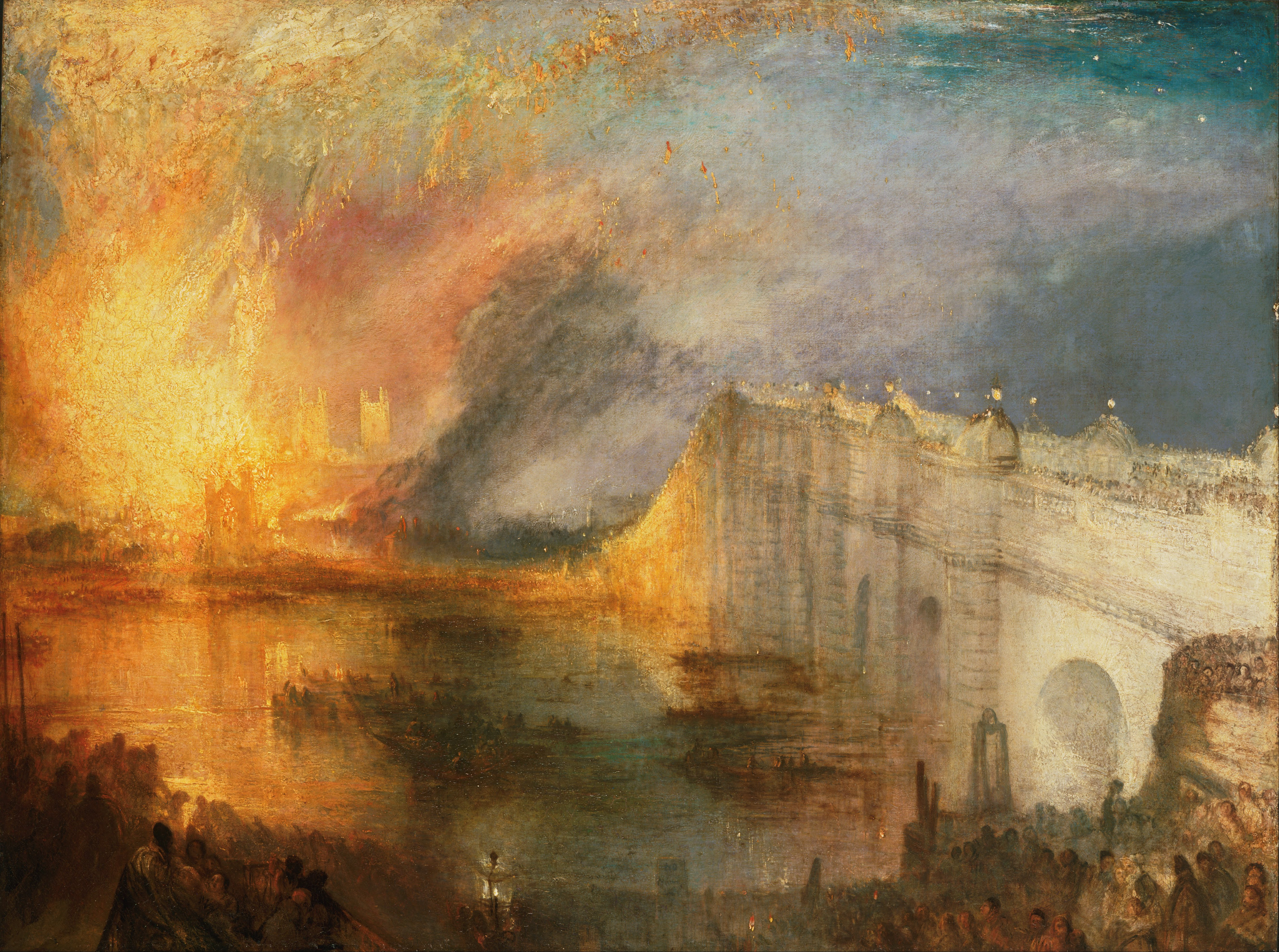
The Burning of the Houses of Lords and Commons, par J. M. W. Turner. L'incendie du Parlement met en lumière le manque d'artistes britanniques capables de s'illustrer dans le domaine de la peinture d'histoire, un genre alors perçu comme le plus prestigieux.

Figure majeure de la peinture britannique, Joshua Reynolds, premier président de la Royal Academy of Arts, exerce une influence profonde. Il professe un art qui doit « concevoir et représenter les sujets de manière poétique, et non factuelle », tout en encourageant les artistes à imiter Raphaël, maître de la Renaissance italienne, pour atteindre un idéal de perfection.
À l'ère victorienne naissante, la Royal Academy domine sans partage l'art britannique, d’autant que son exposition annuelle estivale est devenue l'événement artistique majeur. Elle contrôle aussi ses écoles, prestigieuses mais rigides dans leur enseignement académique. Or, si le style pictural inspiré de Raphaël assure un temps le succès commercial d'artistes prisés par la noblesse pour les portraits et les scènes historiques, il est vite perçu comme dépassé. Cette perception se confirme brutalement en 1834 lors de l'incendie du Parlement, qui révèle l'insuffisance d'artistes britanniques en peinture d'histoire, genre alors considéré comme le plus noble,. Face à ce décalage entre les besoins et les talents disponibles, le magazine satirique Punch s'attaque dès 1841 à la Royal Academy et aux artistes britanniques contemporains.
En 1837, le peintre Richard Dadd et un cercle d'amis fondent The Clique, un groupe d'artistes qui marque une rupture avec la tradition de la Royal Academy of Arts. The Clique se distingue par son rejet de la prééminence accordée par l'Académie aux sujets historiques et au portrait, leur préférant la peinture de genre populiste. Bien que la majorité des membres de ce groupe réintègre les rangs de la Royal Academy of Arts dans les années 1840, il convient de souligner qu'ils sont le premier groupe d'artistes d'envergure à remettre en question l'autorité de la Royal Academy.

### John Ruskin
Avec Modern Painters (1843), John Ruskin, critique d'art de l'ère victorienne, pose les bases d'un art fondé sur la fidélité au réel. Il prône une représentation minutieuse du monde, qui laisse le public libre d'interpréter l'œuvre, tout en rejetant toute forme d'idéalisation. Pour Ruskin, le divin se manifeste dans la reproduction scrupuleuse de la nature,, une vision qui inspire une nouvelle génération d'artistes, marquée par l'ère industrielle et le goût pour la précision technique. À partir de 1837, Charles Dickens, figure admirée par ces artistes, publie des romans réalistes qui s'inscrivent dans ce courant.
L'influence de John Ruskin s'avère décisive tout au long de la période victorienne. Figure intellectuelle majeure, son autorité morale et esthétique, ainsi que son style d'écriture éloquent, lui confèrent un rôle de prescripteur du bon goût. Sa défense initiale du préraphaélisme légitime ce mouvement novateur, tandis que ses critiques, même ultérieures, continuent d'orienter le débat artistique. Par ses écrits, Ruskin influence la réception des œuvres, le marché de l'art et la trajectoire des artistes victoriens.

## Joseph Mallord William Turner
À l'avènement de la reine Victoria au trône britannique, Joseph Mallord William Turner se distingue comme le représentant le plus éminent du courant artistique en Grande-Bretagne. Sa notoriété s'établit dès la fin du XVIIIe siècle, initialement par la production d'une série d'aquarelles de paysage qui rencontrent un accueil favorable auprès du public et de la critique. En 1796, il présente sa première œuvre picturale à l'huile, ce qui marque une étape significative dans son parcours artistique. Son engagement envers la Royal Academy of Arts est constant tout au long de sa carrière. Cette institution le consacre académicien royal en 1802, reconnaissance qui survient alors qu'il est âgé de 27 ans,. Après avoir cessé d'exercer ses fonctions de professeur de perspective au sein de la Royal Academy en 1837, l'année 1840 marque sa première rencontre avec John Ruskin. Dans le premier volume de Modern Painters, Ruskin entreprend une défense argumentée de l'œuvre de Turner. L'analyse développée par Ruskin avance que la grandeur artistique de Turner se manifeste en dépit, et non en raison, de l'influence exercée par Reynolds et d'une orientation ultérieure vers l'idéalisation de ses sujets picturaux.
Dans la décennie 1840, la faveur de Turner s'amenuise. Nonobstant l'apologie ruskinienne qui qualifie son œuvre de « transcription intégrale du système universel de la nature », Turner — qui, dès 1845, se hisse au rang d'académicien le plus ancien et de vice-président de la Royal Academy of Arts — est désormais appréhendé par la jeune garde artistique comme l'archétype de la grandiloquence et de l'intransigeance, simple reliquat d'une ère romantique défunte, désormais étranger aux aspirations de l'époque moderne.

## Confrérie préraphaélite

### L'idéal préraphaélite

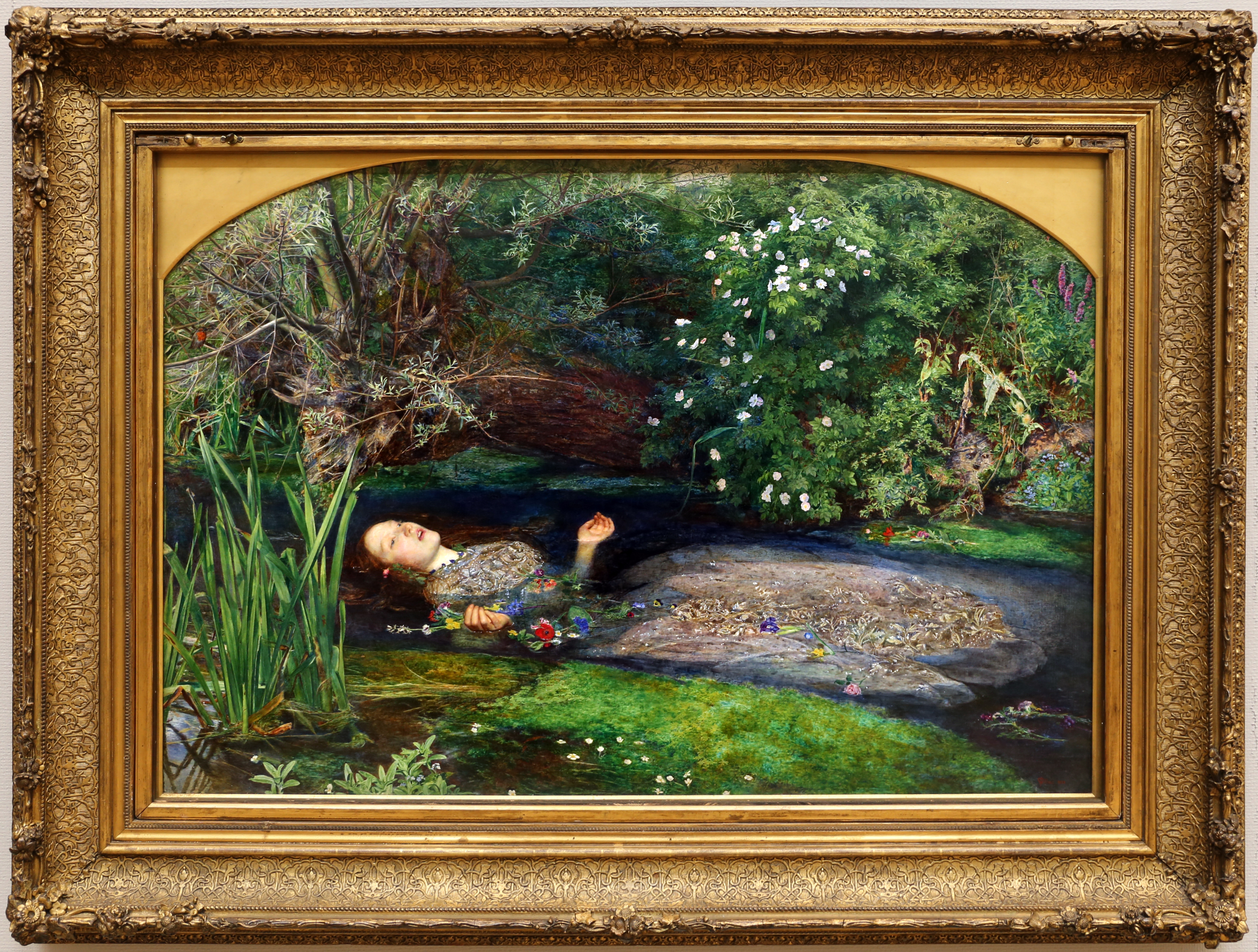
Ophélie de John Everett Millais témoigne de l'attention minutieuse que le préraphaélisme accorde aux détails. Chaque fleur évoquée dans la scène correspondante d'Hamlet est représentée avec une précision remarquable.

En septembre 1848, trois jeunes talents éclos au sein des écoles de la Royal Academy, William Holman Hunt, John Everett Millais et Dante Gabriel Rossetti,, donnent naissance à la confrérie préraphaélite,,. D'emblée, cette confrérie rejette les dogmes esthétiques de Joshua Reynolds et érige en principe une philosophie centrée sur l'étude minutieuse du réel, ambitionnant de le restituer avec une exactitude inégalée. Dès lors que l'impératif de l'imagination s'impose, leur dessein devient de représenter l'événement tel qu'il aurait pu, selon toute vraisemblance, se produire, écartant toute tentation de le sublimer ou de le rendre artificieusement séduisant.

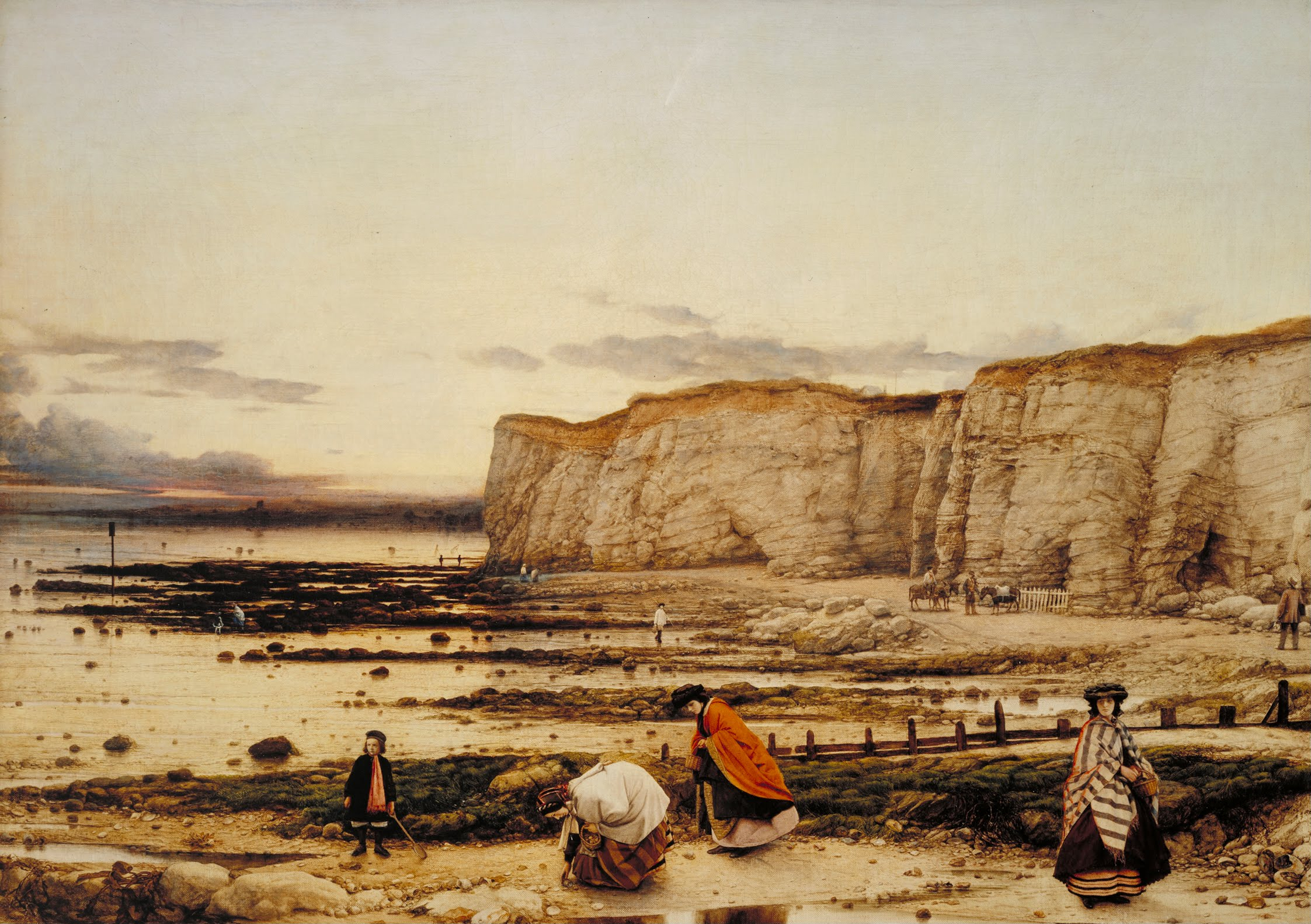
Pegwell Bay, Kent – a Recollection of October 5th 1858 par William Dyce.

Puisant son inspiration dans les courants scientifiques de l'époque victorienne,, la confrérie préraphaélite articule une conception où l'approche savante se trouve intrinsèquement associée à une valeur morale. En effet, la méticulosité manifeste de l’exécution picturale, ainsi que la recherche constante de précision, témoignent de l’application et du dévouement considérables consacrés à la réalisation des œuvres. Cette démarche incarne dès lors la vertu fondamentale du labeur. Cette éthique du travail contraste de manière significative avec ce qui est perçu comme une « manipulation lâche et irresponsable » imputée aux anciens maîtres, et également avec « l'indolence provocante » que professe l'impressionnisme. De plus, les préraphaélites considèrent qu'il incombe à l'artiste de sélectionner des thèmes porteurs de leçons morales distinctes. Les réalisations initiales de la confrérie se caractérisent par ailleurs par la présence omniprésente des fleurs, élément qui s'avère en adéquation avec leur conception artistique. En effet, les fleurs offrent une adaptabilité à la majorité des compositions picturales, autorisent la transmission de messages subtils via le langage des fleurs alors en vogue et l’extrême minutie apportée à leur représentation montre l'engagement de l'artiste envers l'idéal de précision scientifique.
L'époque victorienne se singularise par des avancées scientifiques notables et une mutation accélérée des conceptions religieuses. Les découvertes émanant des domaines de la géologie, de l'astronomie et de la chimie ont induit une réévaluation de la chronologie biblique,. Parallèlement, la confrérie préraphaélite témoigne d'un intérêt marqué pour la dimension intellectuelle de ces progrès, qui reposent sur une attention scrupuleuse au détail et une propension à remettre en question les certitudes établies, tout en s'appuyant sur des données empiriques. William Holman Hunt, figure fondatrice de la confrérie préraphaélite, contribue à une transformation de l'art religieux anglais. Sa démarche se caractérise par des voyages en Terre sainte et par l'étude approfondie des vestiges archéologiques, des costumes et de l'apparence des populations autochtones. L'objectif de cette approche est de représenter les scènes bibliques avec une exactitude optimale.

### Héritage et influence
Bien que la confrérie préraphaélite cesse d'exister en tant qu'organisation structurée dès 1854, son influence stylistique se perpétue et continue de marquer durablement la peinture britannique,. En témoignage de cette persistance, l'exposition d'œuvres préraphaélites présentée à l'Exposition universelle de 1855 rencontre un accueil public favorable. Par la suite, l'exposition Art Treasures, qui se tient à Manchester en 1857, en juxtaposant des créations d'artistes contemporains à un ensemble significatif de 2 000 œuvres de maîtres européens, attire un public considérable, atteignant 1 300 000 visiteurs. Cet événement contribue ainsi à une sensibilisation accrue aux mouvements picturaux modernes. Enfin, en 1856, la donation par le collectionneur John Sheepshanks de sa collection de peintures modernes à la nation britannique, conjuguée à l'impact de l'Exposition universelle de 1855, favorise la création du South Kensington Museum en juin 1857. En 1899, ce musée est divisé afin de donner naissance au Victoria and Albert Museum, spécifiquement consacré aux arts visuels, et au Science Museum, axé sur l'ingénierie et les technologies de fabrication.

### Femmes à l'Académie
Bien que la confrérie préraphaélite, mouvement masculin centré sur une réforme artistique et non féministe, n'ait pas directement promu l'intégration des femmes à la Royal Academy of Arts, son impact est indirect. En contestant l'académisme, en valorisant un certain naturalisme et des thèmes associés au féminin victorien, les préraphaélites contribuent à ébranler le système artistique dominant et ouvrent un espace pour une plus grande diversité, incluant les femmes. La visibilité accrue de femmes associées au mouvement a également joué un rôle. Cependant, l'intégration des femmes à l'Académie a été un processus lent et complexe, dépassant largement la seule influence préraphaélite et s'inscrivant dans une évolution sociétale plus vaste.
L'année 1859 marque un tournant significatif, car une pétition, revêtue des signatures de trente-huit femmes artistes, est remise à la Royal Academy of Arts. Cette initiative revendicative exprime une requête précise : ouvrir l'accès de l'Académie aux talents féminins. Dans la continuité de cette action collective, Laura Herford entreprend une démarche individuelle l'année suivante en soumettant à l'Académie un dessin de concours signé du simple pseudonyme « A. L. Herford ». L'institution, qui accueille favorablement cette candidature sans en connaître l'origine, franchit un seuil historique en 1860 et intègre sa toute première étudiante,. Plus tard, en 1871, cet élan en faveur de l'inclusion trouve une confirmation institutionnelle avec la création de la Slade School of Fine Art, qui met en œuvre une politique de recrutement activement orientée vers les jeunes femmes aspirant à une carrière artistique.

### Amour, désir et beauté

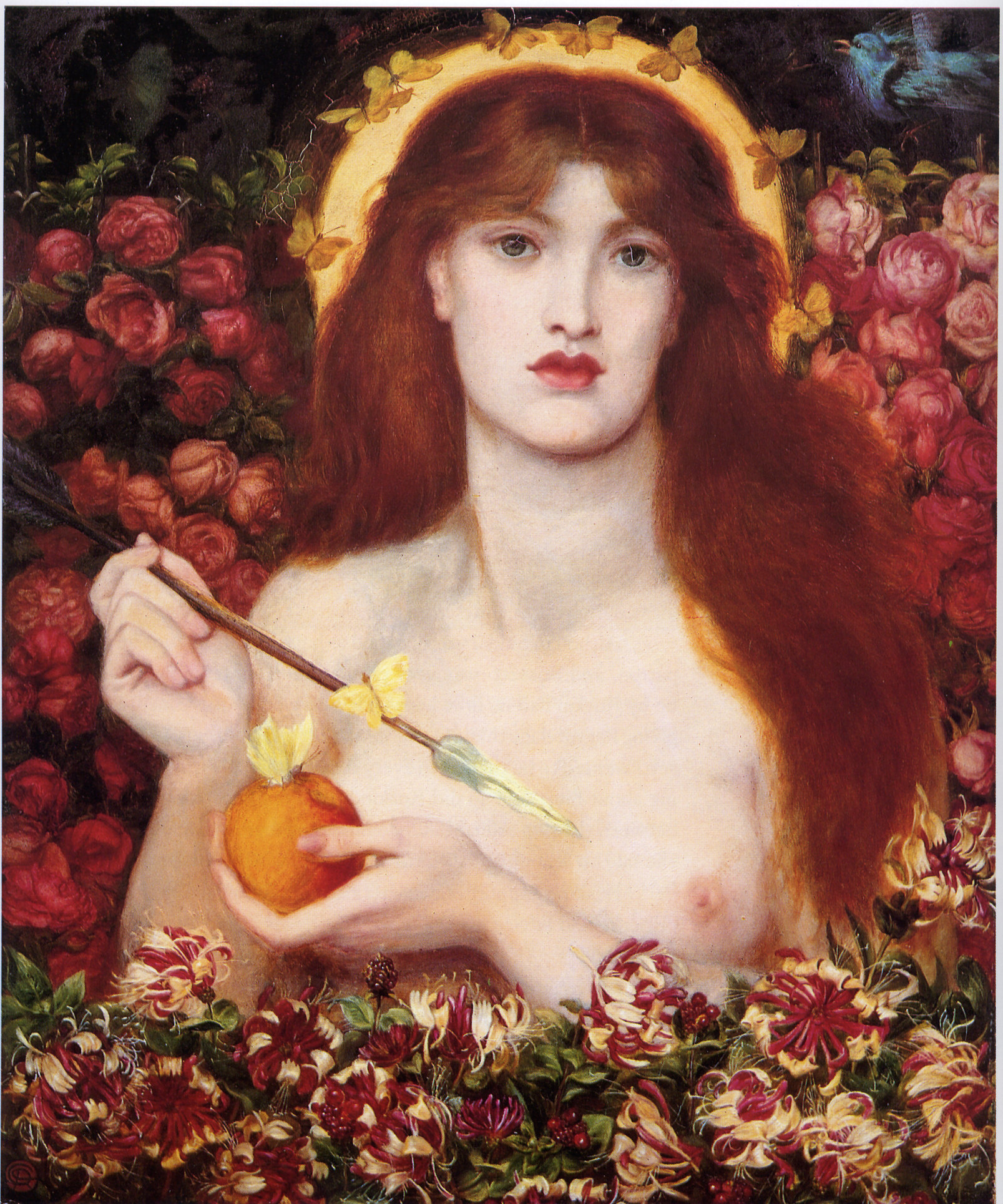
L'œuvre Venus Verticordia a entraîné l'effondrement des relations entre Dante Gabriel Rossetti et John Ruskin.

Dans les années 1860, le mouvement préraphaélite se fragmente et certains membres délaissent le réalisme strict initial pour privilégier la poésie et la beauté. Cette évolution se manifeste chez Dante Gabriel Rossetti ; ses peintures de femmes deviennent emblématiques de cette nouvelle orientation artistique, et, à l'instar de quelques artistes de l'époque, il évolue dans un contexte intellectuel en mutation. Ainsi, son intérêt pour l'amour s'affirme tandis que sa foi religieuse s'étiole.
Venus Verticordia de Rossetti, réalisée au milieu des années 1860, illustre la représentation des effets de l'amour. Son titre et son thème tirent leur inspiration directe de la Bibliotheca Classica de John Lemprière, se référant spécifiquement à une invocation à Vénus. Cette prière a pour vocation de distraire les Romaines des excès afin de les guider vers la vertu. La composition met en œuvre un langage symbolique où les roses figurent l'amour, le chèvrefeuille incarne la luxure, et l'oiseau représente le caractère éphémère de l'existence. Enfin, Vénus tient la Pomme d'or de la discorde et la flèche de Cupidon, en référence à la guerre de Troie et à la nature destructrice de l'amour passionnel.
Venus Verticordia provoque une vive réaction négative de la part du critique d'art John Ruskin. Une interprétation contemporaine avance que cette aversion pourrait provenir d'une certaine gêne de Ruskin face à la représentation du nu féminin. Cependant, Ruskin affirme que ses critiques visent principalement la représentation des fleurs dans le tableau. Dans une lettre adressée à Rossetti, il exprime son dégoût avec virulence, décrivant les fleurs comme « merveilleuses, dans leur réalisme ; horribles dans leur grossièreté et leur puissance exagérée, montrant certaines conditions dépourvues de sentiment qui illustrent vos actes ». Cette hostilité manifeste de Ruskin envers l'œuvre entraîne une mésentente entre les deux hommes, marquant pour Rossetti un éloignement progressif des principes esthétiques du mouvement préraphaélite. En conséquence, Rossetti se tourne davantage vers la doctrine de l'Art pour l'art, un courant esthétique promu notamment par Algernon Swinburne,.

## Peinture animalière

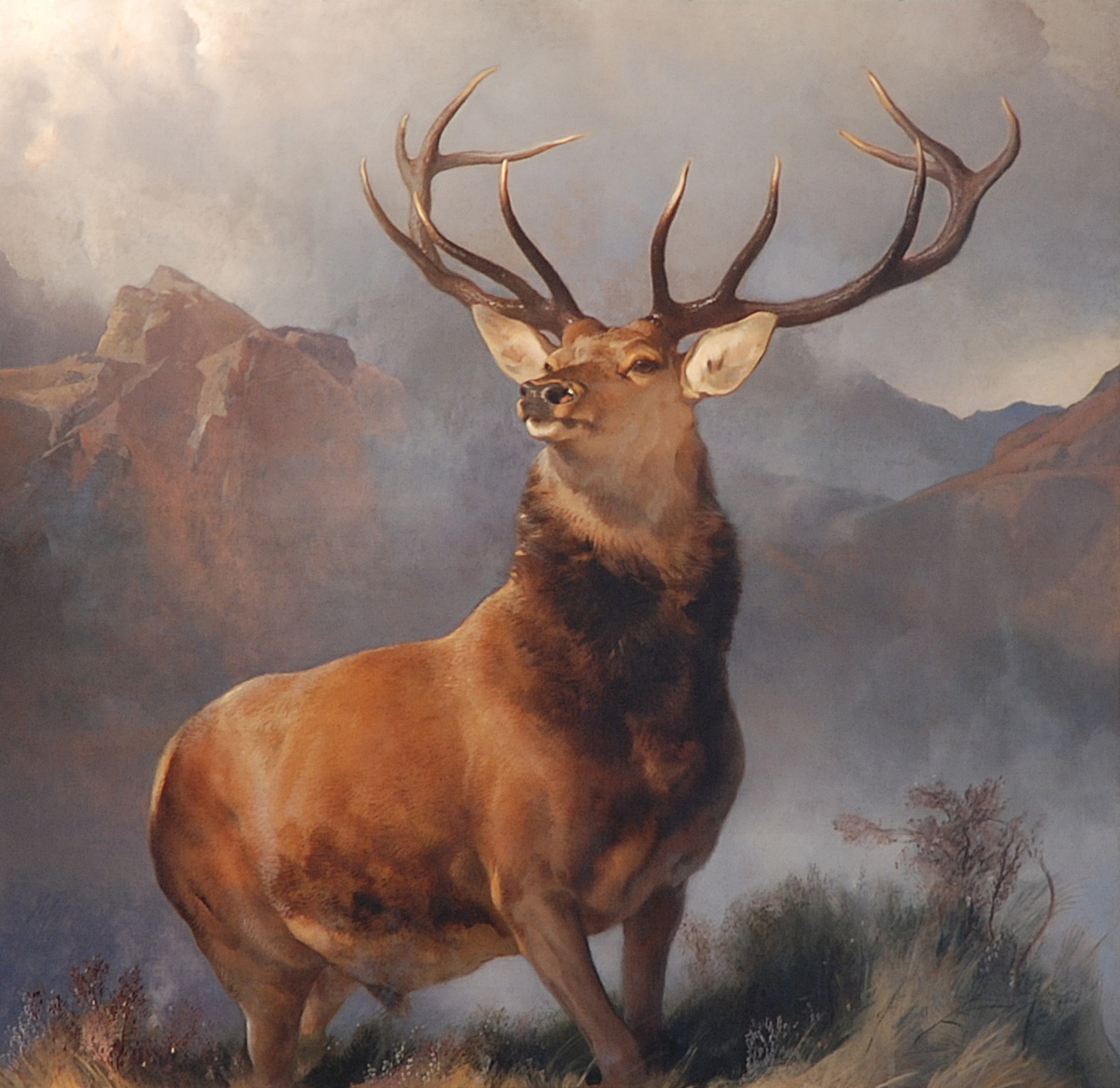
Le tableau The Monarch of the Glen (1851) d'Edwin Landseer représente la peinture animalière du XIXe siècle.

Depuis l'époque de George Stubbs (1724-1806), la Grande-Bretagne possède une tradition bien établie en peinture animalière. Ce domaine artistique a acquis une reconnaissance progressive, notamment grâce aux réalisations de James Ward au début du XIXe siècle. Au même moment, l'élevage sélectif de bétail, en particulier de chiens, connaît une popularité croissante. Cette tendance alimente un marché prospère pour les représentations d'animaux primés, qu'il s'agisse de dessins ou de peintures. Le début du XIXe siècle voit également la popularité des Highlands s'accroître notablement auprès des classes supérieures britanniques. Cet attrait s'explique par les possibilités de chasse offertes par cette région. Dans ce contexte, un peintre en particulier, Edwin Landseer (1802-1873), saisit l'opportunité présentée par cet engouement pour l'Écosse. Dès 1824, il visite la région pour la première fois et y retourne chaque année. Il combine ainsi activités de loisir et travail artistique, pratiquant la chasse, le tir, la pêche et le dessin.

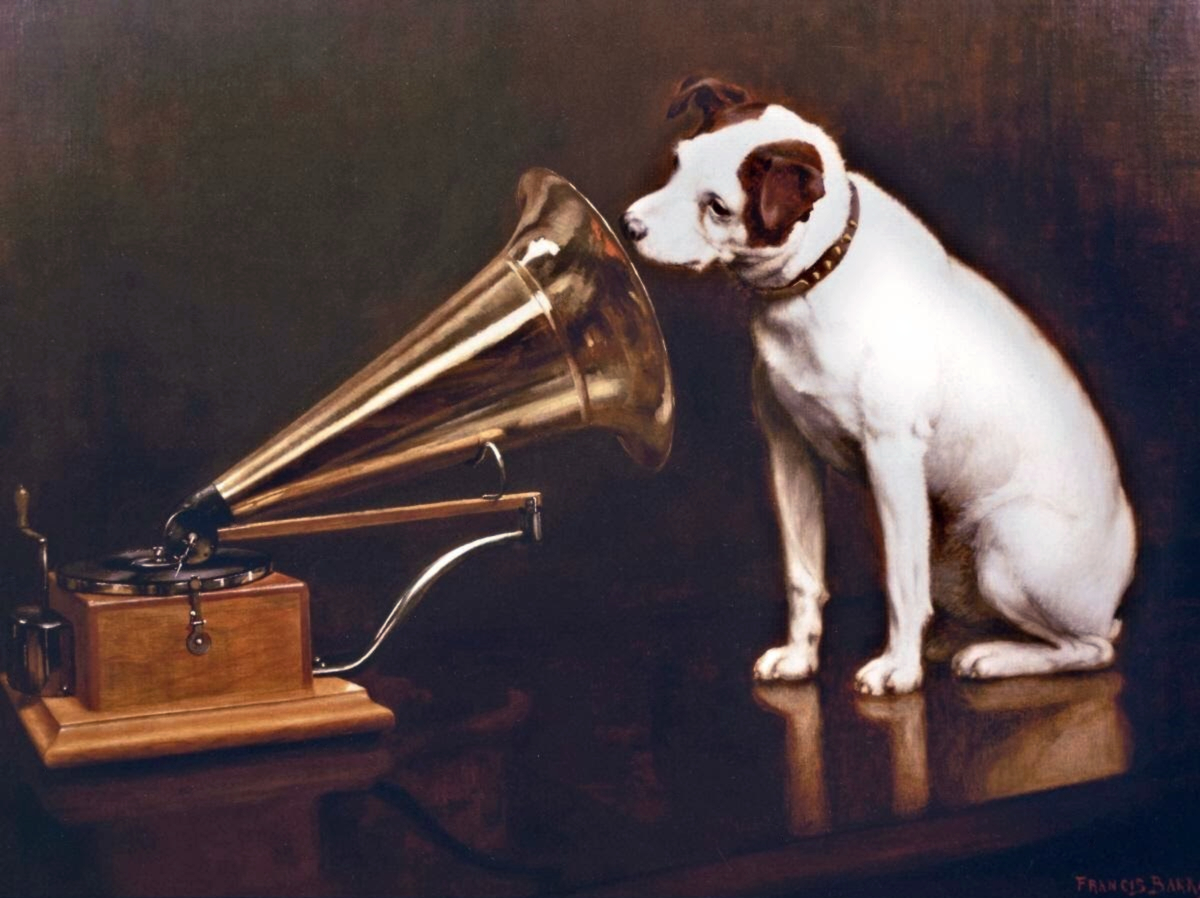
His Master's Voice (c. 1898-1900) de Francis Barraud est initialement rejetée par la Royal Academy of Arts, mais elle est ensuite acquise par la Gramophone Company, devenant ainsi une marque de divertissement de renommée mondiale.

Les représentations de paysages, de figures humaines, et en particulier de la faune écossaise, contribuent à établir la renommée de Landseer. De manière comparable aux romans de Sir Walter Scott, ses toiles deviennent un moyen important par lequel le reste du Royaume-Uni construit une image de l'Écosse. La demande pour ses œuvres est telle que les droits de reproduction gravée — soit le droit d'en tirer des copies imprimées — se négocient couramment à des sommes qui représentent au minimum trois à quatre fois le prix de vente initial de chaque tableau. Ses créations sont appréciées, et il est rare qu'elles soient vendues à moins de 1 000 livres sterling. L'année 1840 marque cependant une période difficile, puisque Landseer connaît une crise de santé mentale importante. Dès lors, et jusqu'à la fin de sa vie, il est en butte à des problèmes d'alcoolisme et de troubles psychiques, sans pour autant interrompre une carrière artistique qui reste productive. Il acquiert toutefois une notoriété spécifique en concevant les lions de bronze qui ornent le socle de la colonne Nelson, monument dévoilé au public en 1867.
Edwin Landseer, ainsi que d'autres figures notables de la peinture animalière telles que Briton Rivière, voient leur notoriété s'accroître de manière considérable, notamment en raison de leurs représentations picturales de chiens, empreintes d'une certaine émotion. Le tableau de Landseer, The Old Shepherd's Chief Mourner, offre la représentation d'un chien de berger en deuil auprès d'un cercueil. Cette œuvre retient particulièrement l'attention de John Ruskin, qui la qualifie de « poème poignant sur toile ». Il souligne que le tableau possède la faculté d'émouvoir, au point d'inciter des hommes, pourtant réputés pour leur courage, à laisser transparaître leur émotion jusqu'aux larmes, « à l'instar d'une femme ». Parallèlement, de nombreux artistes de cette période adhèrent à la conception d'une cruauté intrinsèque à la nature et perçoivent l'acceptation de cette réalité comme une forme de virilité. Dans ce contexte culturel, la figuration de chiens exprimant des émotions gagne en popularité. À une époque caractérisée par un déclin rapide de la foi religieuse, ces œuvres suggèrent l'existence d'une certaine noblesse au sein de la nature, qui transcenderait cette cruauté inhérente et la simple volonté de survivance.

## Peinture féerique

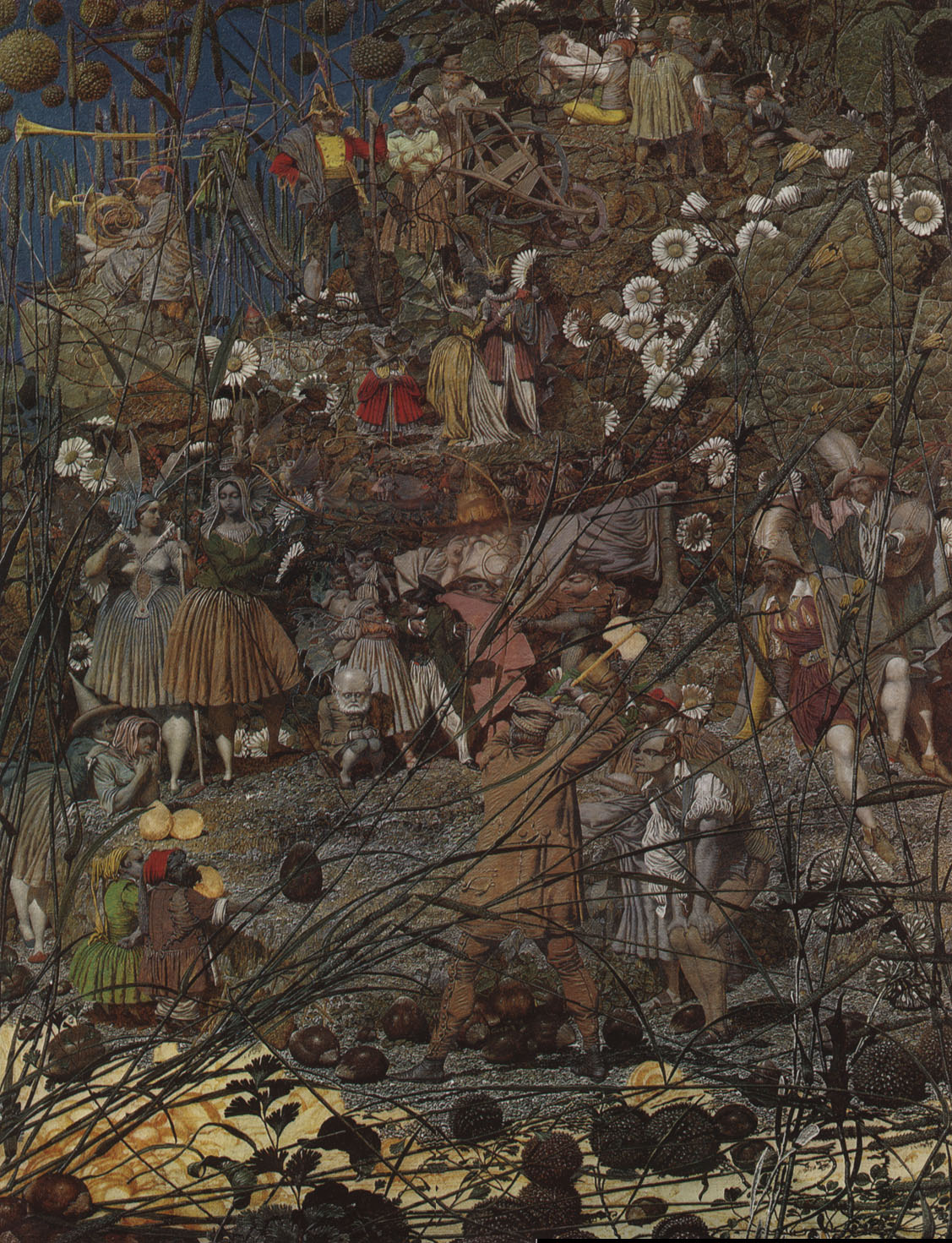
The Fairy Feller's Master-Stroke, peinte par Richard Dadd entre 1855 et 1864.

La peinture féerique victorienne se distingue par une iconographie riche, un souci du détail, des couleurs vives et une dimension symbolique profonde. Richard Dadd, avec son interprétation énigmatique du monde féerique illustrée par The Fairy Feller's Master-Stroke, John Anster Fitzgerald, créateur de royaumes oniriques peuplés de créatures fantastiques, et le préraphaélite Arthur Hughes, explorateur poétique et mélancolique des thèmes universels, marquent son apogée.
Ces artistes définissent les codes de la peinture féerique victorienne et influencent le symbolisme, qui explore les émotions par l'image symbolique, et l'art nouveau, caractérisé par des formes organiques inspirées de la nature. L'impact de ce courant artistique dépasse les beaux-arts, inspirant littérature, illustration et cinéma. Les contes, légendes et créatures fantastiques issus de ces peintures continuent de nourrir l'imaginaire collectif et la création contemporaine. La peinture féerique victorienne, bien qu'ancrée dans un contexte spécifique, laisse un héritage pérenne, témoignant de la capacité de l'art à transcender le temps et l'espace par la puissance de l'imaginaire.
Le romantisme allemand, mouvement artistique et intellectuel majeur du début du XIXe siècle, a mis en avant l'émotion, la subjectivité, le retour à la nature et un intérêt marqué pour le spirituel et le surnaturel. Des artistes comme Caspar David Friedrich ont exploré des paysages empreints de mélancolie et de transcendance, où la nature devient un lieu de méditation et de rencontre avec le divin ou le mystérieux. Cette sensibilité romantique allemande, avec son attrait pour l'intériorité, le rêve et le monde invisible, résonne avec certains aspects de la peinture féerique victorienne. Bien que le romantisme allemand précède temporellement la peinture féerique victorienne, ses idées ont circulé et ont influencé plus largement la culture européenne, y compris la Grande-Bretagne.

## Esthétisme

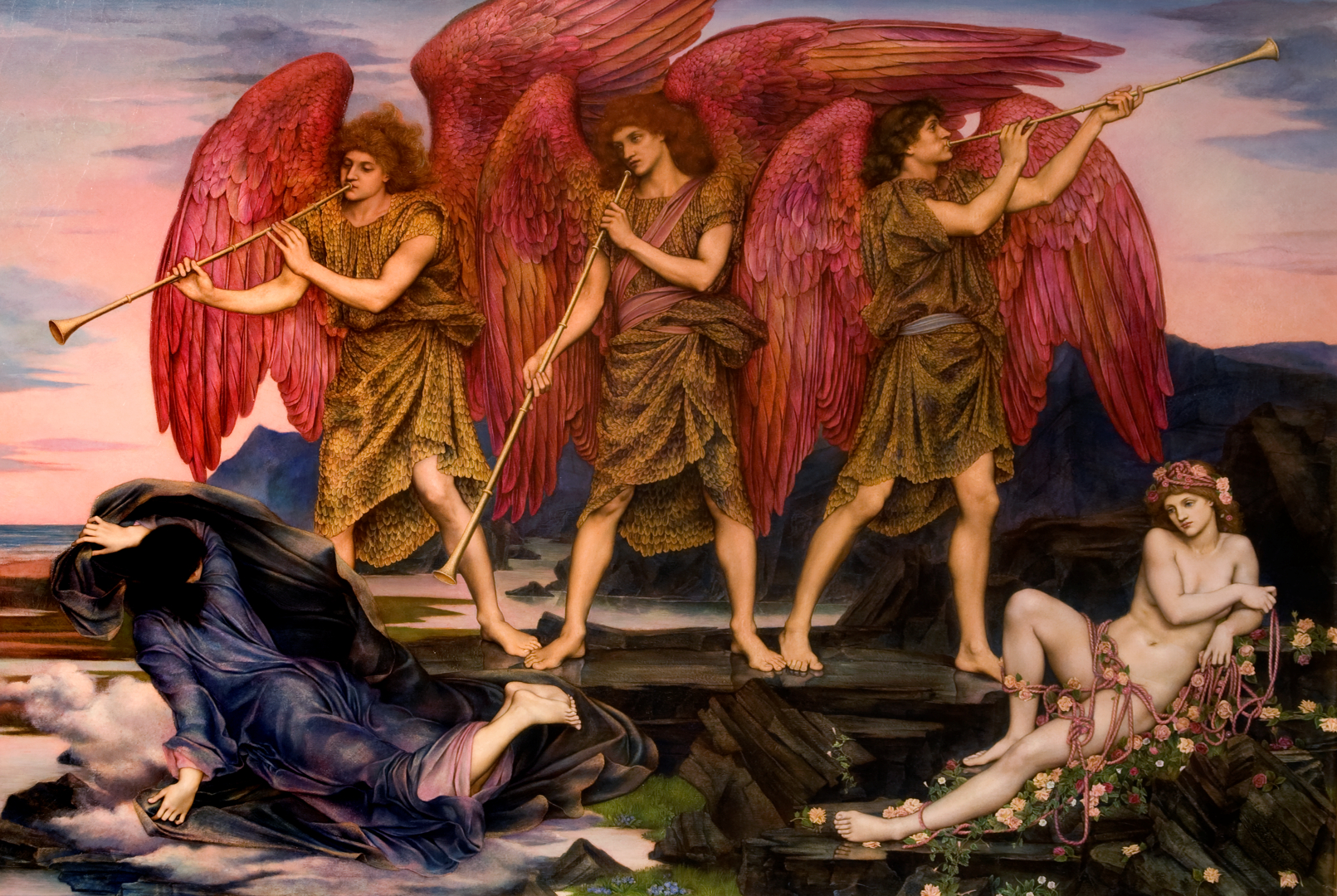
Aurora Triumphans (1886) d'Evelyn De Morgan symbolise le triomphe de la lumière sur les ténèbres. Comme beaucoup de ses contemporains, De Morgan a perdu sa foi chrétienne tout en conservant une profonde spiritualité. Pendant de nombreuses années, cette peinture a été faussement attribuée à Edward Burne-Jones et porte sa signature falsifiée.

Les années 1870 inaugurent un tournant pour la Grande-Bretagne, car la Grande Dépression sidère son économie et sa confiance, tandis que l'optimisme de l'ère de l'Exposition universelle de 1855 s'érode. Déjà en 1904, Chesterton entrevoit dans le Crystal Palace « le temple d'un credo oublié », témoignage d'une désillusion grandissante. Devant cette atmosphère morose, des artistes tels que George Frederic Watts déplorent la mécanisation galopante de la vie et la prééminence des valeurs matérielles qui, à leurs yeux, dépouillent l'existence de son âme. Or, cette période est aussi celle d'un essor artistique, puisque la guerre franco-allemande de 1870 incite des peintres d'avant-garde français comme Claude Monet et Camille Pissarro à affluer à Londres, y apportant un élan pictural nouveau. En définitive, l'essai The Renaissance de Walter Pater, publié en 1873, parachève cette introspection en prônant un idéal esthétique hédoniste qui invite à puiser dans le plaisir et la beauté la substance même de l'existence, en rupture avec le préraphaélisme.

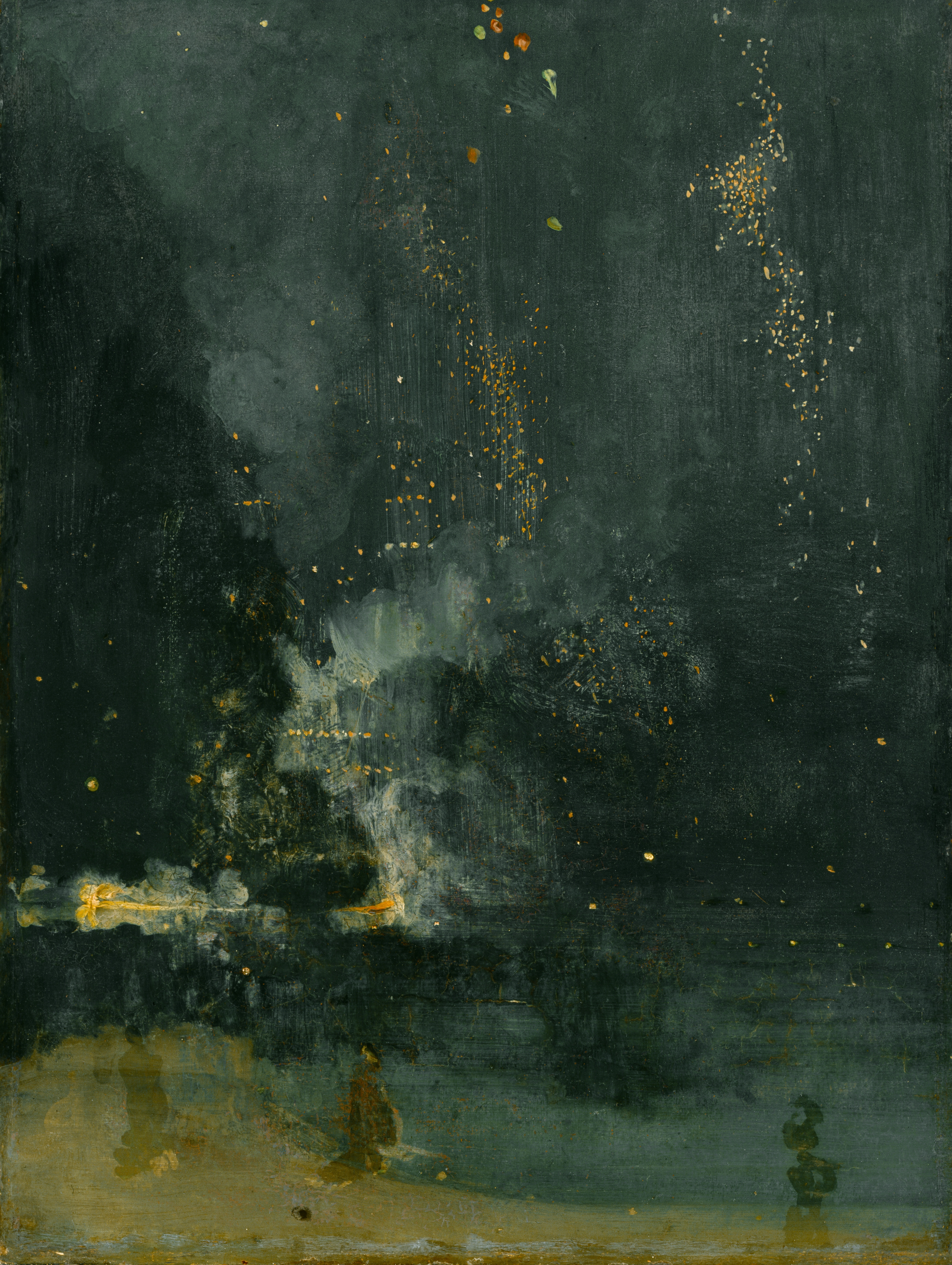
Nocturne en noir et or : la fusée qui retombe, parmi d'autres toiles de Whistler, a provoqué une rupture controversée et profonde avec les traditions artistiques anglaises établies.

Dans ce contexte émerge une nouvelle génération de peintres, notamment Frederic Leighton et James Abbott McNeill Whistler, qui opèrent une rupture avec les traditions narratives et moralisatrices. Ces artistes choisissent de privilégier la création d'œuvres picturales exclusivement conçues pour leur valeur esthétique, reléguant ainsi la primauté du récit ou du sujet au second plan. Whistler, quant à lui, s'élève contre l'obsession préraphaélite pour la précision et le réalisme. Il va jusqu'à déplorer que le public de son époque ait contracté « l'habitude de ne pas regarder une image, mais à travers elle ». Face à ce nouveau courant, les préraphaélites et leurs fervents défenseurs manifestent une opposition véhémente. La Royal Academy of Arts ne tarde pas à partager cette désapprobation. Cette convergence d'oppositions finit par inciter Coutts Lindsay à fonder, en 1877, la Grosvenor Gallery (en), un espace entièrement dédié à l'exposition des œuvres d'artistes que la Royal Academy of Arts avait jusqu'alors dédaignées.
En 1877, les tensions culminent lorsque John Ruskin se rend à la Grosvenor Gallery pour une exposition de nocturnes de Whistler. Suite à sa visite, Ruskin rédige une critique acerbe de Nocturne en noir et or : la fusée qui retombe, qui juge que Whistler « réclame deux cents guinées pour avoir littéralement lancé un pot de peinture au visage du public ». En réaction, Whistler engage un procès en diffamation qui est traduit devant les tribunaux l'année suivante. Durant l'audience, une question du juge provoque l'hilarité : évoquant Nocturne en bleu et or - le Vieux Pont de Battersea, il demande ironiquement : « Quelle partie du tableau représente le pont ? ». Whistler remporte symboliquement le procès avec un farthing de dommages-intérêts mais les frais de justice le ruinent.

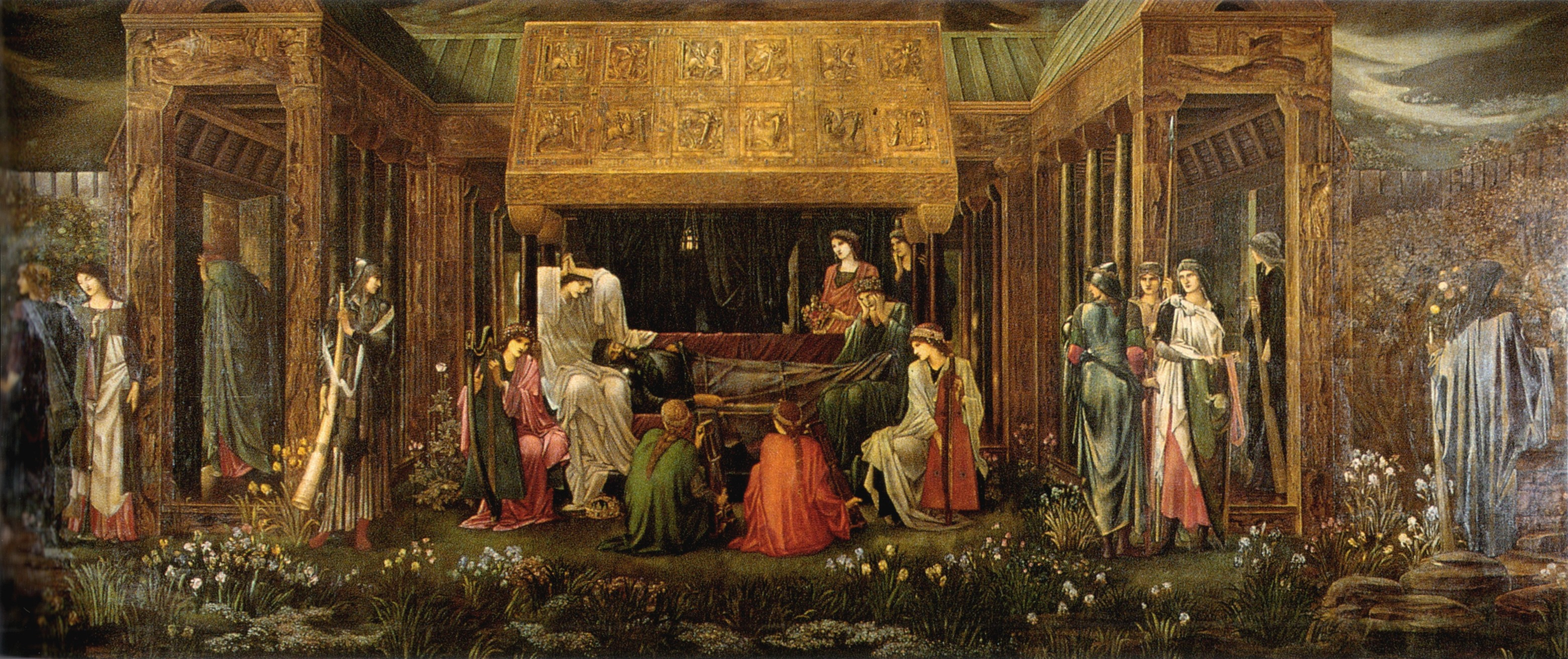
Concernant Le Sommeil d'Arthur à Avalon (c. 1881–1898), Edward Burne-Jones explique l'austérité des expressions des pleureuses par la volonté de préserver leur dimension de figures allégoriques et déclare qu'une expressivité accrue les aurait dépouillées de leur nature de reines, de mystères et de symboles.

Progressivement influent, le mouvement esthétique, incarné par Walter Pater et ses disciples, gagne des figures de proue telles que Whistler, Oscar Wilde et Dante Gabriel Rossetti. De plus, l'opéra-comique Patience de Gilbert et Sullivan assure son succès populaire. Ce courant part du constat que l'enrichissement d'une bourgeoisie avide d'art s'accompagne d'un manque de discernement esthétique, ce qui entraîne une baisse qualitative de l'art britannique. Les esthètes jugent également que l'industrialisation et le capitalisme, ainsi que l'insistance préraphaélite à reproduire fidèlement le réel participent à cette déperdition de la beauté artistique. Dès lors, ils assignent à l'artiste la vocation d'offrir une échappatoire à la laideur du monde à travers la beauté artistique, même si l'artiste ne souscrit plus à ces idéaux de beauté et de noblesse,. L'élection de Frederick Leighton à la présidence de la Royal Academy of Arts en 1878 contribue finalement à apaiser les tensions artistiques.
Les peintres esthètes affichent un détachement revendiqué du monde réel et préfèrent la claustration studieuse de leurs ateliers aux échanges publics. Leur art traduit cette distance existentielle par des sujets délibérément inactifs et prisonniers d'une temporalité suspendue. Des figures humaines hiératiques et des corps alanguis peuplent leurs toiles où chaque posture statique — debout, assise ou couchée — s'accompagne immanquablement de visages impassibles, comme arrachés à toute contingence émotionnelle.

## Renaissance classique
Au crépuscule du XIXe siècle, la confluence toxique de la mécanisation galopante, du marasme économique, des convulsions politiques et des crispations religieuses transforme progressivement la Grande-Bretagne en un milieu existentiel hostile. Cette dégradation ambiante nourrit une nostalgie collective qui érige l’ère préindustrielle en âge d'or. Portés par ce courant idéologique, les créateurs puisent leur inspiration aux sources préindustrielles, sujets archaïsants et techniques artisanales, tandis que les mécènes privilégient les artistes capables de tisser des ponts esthétiques entre les tourments contemporains et les époques idéalisées. Le Moyen Âge, perçu simultanément comme le berceau des institutions fondatrices de la nation moderne et comme un passé mythifié, cristallise cet engouement, d’autant que son aura a été magnifiée dans l’imaginaire collectif par les romans de chevalerie de Sir Walter Scott.

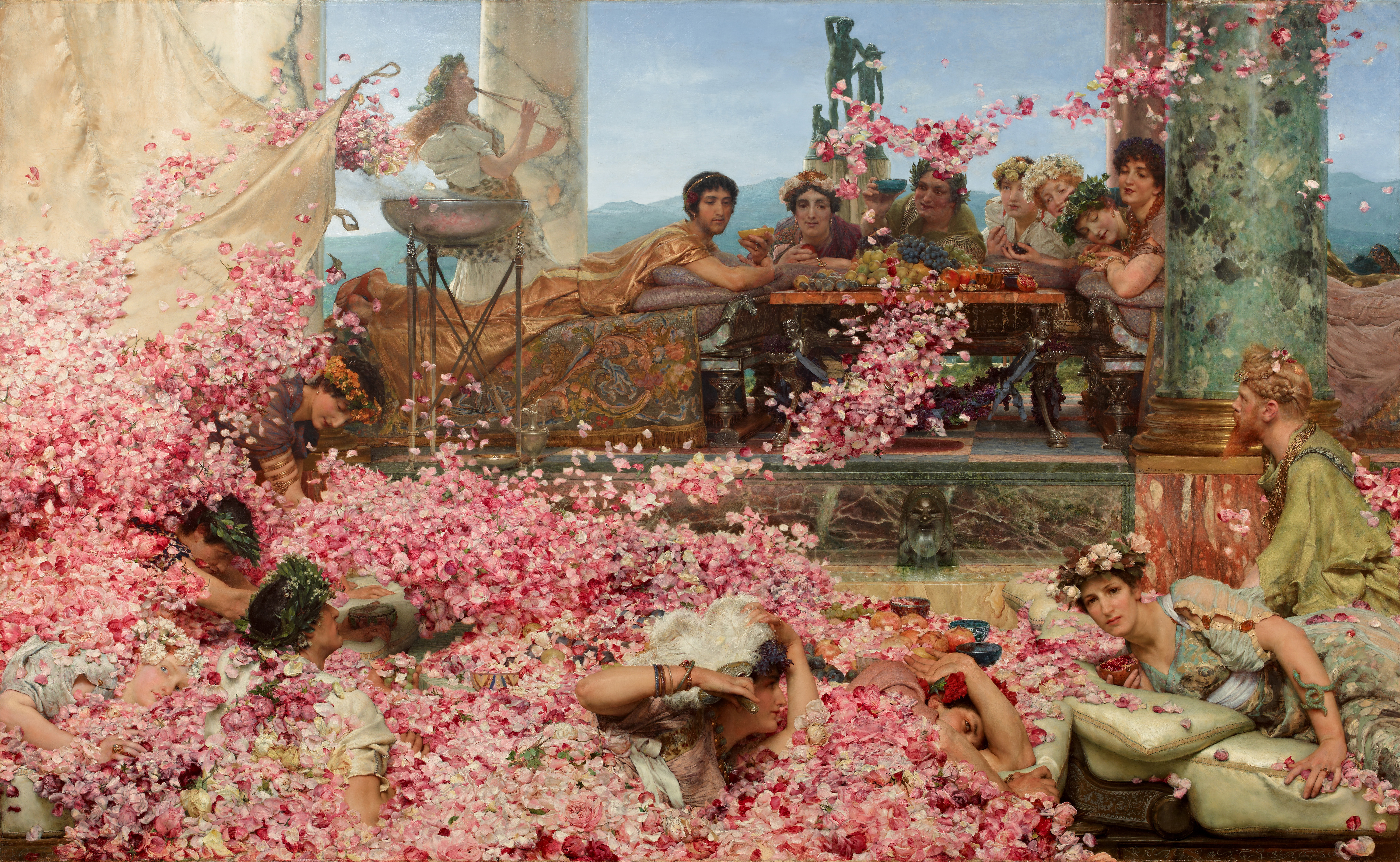
Les Roses d'Héliogabale, une huile sur toile réalisée en 1888 par Lawrence Alma-Tadema, offre une représentation picturale de l'empereur Héliogabale lors d'un banquet où, selon la tradition, il aurait étouffé ses convives sous une avalanche de pétales de roses. Cette œuvre s'inscrit pleinement dans le courant majeur de la peinture d'histoire qui a marqué le XIXe siècle, caractérisé par une fascination pour les scènes de l'Antiquité et une recherche de précision archéologique dans la représentation des mœurs et des décors.

Dans ce contexte, une véritable tendance émerge autour des peintures inspirées des thèmes médiévaux, en particulier les légendes arthuriennes et les motifs religieux. De nombreux artistes de l'époque, notamment ceux du mouvement esthétique, choisissent d'explorer ces sujets, malgré leur rejet de la foi religieuse. Cette démarche leur permet de justifier la représentation de personnages et de scènes idéalisées tout en s'éloignant de la réalité de la Grande-Bretagne industrielle. Edward Burne-Jones, bien qu'il ne partage pas de croyance chrétienne, se distingue comme le peintre d'imagerie religieuse le plus influent de son temps, en plus d'être une figure marquante de la seconde génération préraphaélite. Il confie à Oscar Wilde : « Plus la science devient matérialiste, plus je peindrai des anges »,. D'autres artistes se tournent vers des époques idéalisées : Lawrence Alma-Tadema illustre des scènes de la Rome antique, l'ancien préraphaélite John Everett Millais adopte le style des maîtres précédant la révolution industrielle, tels que Joshua Reynolds et Thomas Gainsborough, tandis que Frederic Leighton se spécialise dans des représentations hautement idéalisées de la Grèce antique,.
Bien que des courants historiques aient déjà jalonné l'histoire britannique, celui de la fin du XIXe siècle se distingue par son originalité. Lors des précédentes renaissances, notamment la Renaissance anglaise à la fin du XVIIIe siècle, le monde antique symbolise grandeur, dynamisme et virilité. En revanche, le mouvement esthétique et ses adeptes s'attachent à reproduire les œuvres les plus passives, souvent considérées comme féminines, du monde classique, comme la Vénus de Milo. Les artistes de cette période mettent en avant la passivité et le drame intérieur, s'éloignant ainsi du dynamisme qui caractérisait les anciennes représentations du monde antique. De plus, contrairement aux renaissances classiques précédentes, ils ont également choisi de travailler principalement avec des couleurs vives, plutôt que de tenter de reproduire l'apparence brillante mais sombre de la maçonnerie classique,.
Tous les membres du mouvement esthétique ne souscrivent pas à la tendance qui valorise un passé idéalisé au détriment du présent. James Abbott McNeill Whistler, en particulier, critique vivement cette perspective, qu'il qualifie de « haussement de sourcil en dépréciation du présent, pathos en référence au passé ».

### Influence française et essor des colonies artistiques

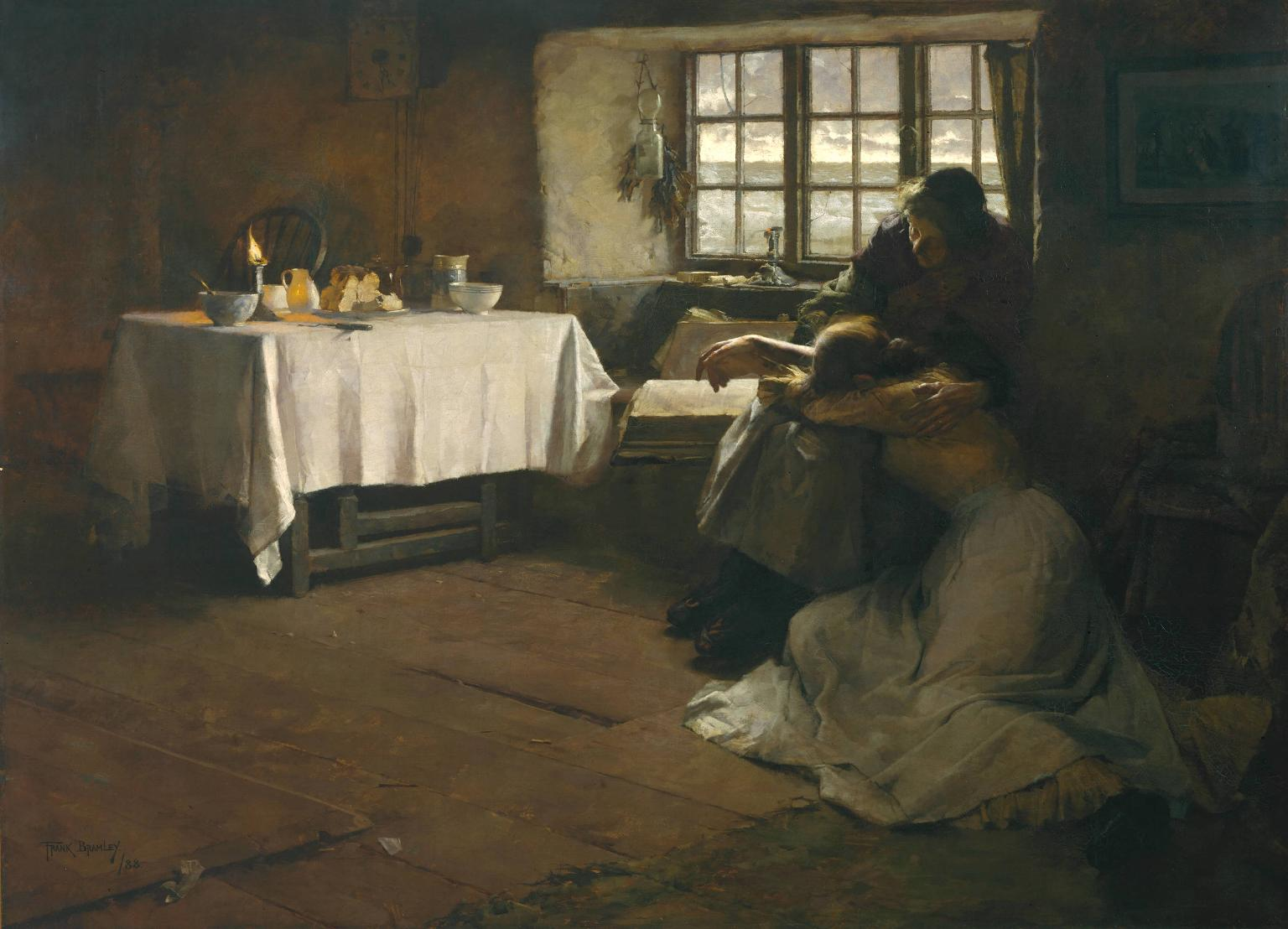
A Hopeless Dawn, œuvre majeure du peintre britannique Frank Bramley, a été réalisée au sein de l'école de Newlyn, une colonie artistique établie à Newlyn, en Cornouailles. Cette toile dépeint une scène où une femme et la mère d'un pêcheur, unies dans leur douleur, se recueillent devant une Bible et prennent conscience de la perte tragique de l'homme en mer. L'œuvre illustre parfaitement le style naturaliste et les thèmes sociaux chers à l'école de Newlyn, qui s'attache à représenter la vie quotidienne des communautés de pêcheurs et leurs épreuves.

Même parmi les artistes qui ne se consacrent pas à la peinture historique, l'influence de la réaction contre la modernité se fait souvent sentir. Dans la peinture de paysage, par exemple, ils abandonnent l'idée de représenter des vues réalistes pour se concentrer sur les effets de lumière et sur des éléments de la campagne préindustrielle qu'ils craignent de voir disparaître,. Les scènes rurales et les portraits de paysans, notamment d'agriculteurs et de pêcheurs avec leurs familles, deviennent des sujets prisés en Grande-Bretagne et dans une Europe en pleine industrialisation. Des colonies d'artistes émergent dans des régions pittoresques, ce qui permet aux peintres et aux étudiants de travailler en milieu rural tout en côtoyant de véritables habitants de la campagne et en échangeant des idées. L'école de Newlyn, située dans l'ouest des Cornouailles, se distingue comme la plus influente de ces colonies, qui s'inspire du style de Jules Bastien-Lepage. Les techniques de l'école de Newlyn, ainsi que celles d'autres impressionnistes français comme Edgar Degas, sont rapidement adoptées par des artistes comme Walter Sickert, alors que John William Waterhouse représente des lointains peints avec des sujets caractéristiques des préraphaélites.
La diffusion des techniques françaises suscite un profond scepticisme chez la génération précédente de peintres. Historiquement, les artistes britanniques se sont enorgueillis de leur style distinct et reconnaissable et considèrent les peintres français comme excessivement similaires dans leur approche artistique. John Everett Millais exprime cette préoccupation en affirmant que certains peintres britanniques sont « contents de perdre leur identité dans leur imitation de leurs maîtres français ». George Frederic Watts voit dans l'essor du style français le reflet d'une culture de paresse croissante en Grande-Bretagne, tandis que William Holman Hunt s'inquiète du manque de signification des sujets traités. Malgré les réformes de la Royal Academy of Arts initiées par Leighton, l'exposition d'été reste largement fermée à ces artistes, ce qui conduit à la création, en 1886, du New English Art Club, un espace d'exposition basé à Londres dédié aux peintres d'influence française. Cependant, le New English Art Club connaît un schisme en 1889, qui oppose les artistes adeptes de la représentation de la vie rurale et de la nature à une faction dirigée par Walter Sickert, qui se sent davantage influencée par l'impressionnisme et les techniques expérimentales.

## Déclin

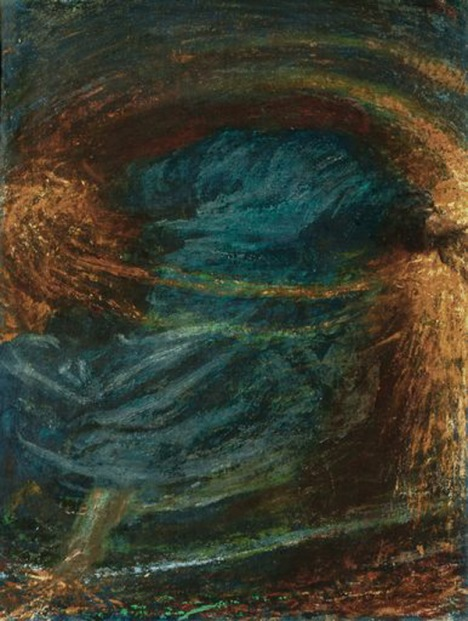
The Sower of the Systems, peinte en 1902 par George Frederic Watts, témoigne d'une transition stylistique significative. Cette toile, par son approche novatrice de la forme et de la composition, préfigure les mouvements du modernisme et de l'art abstrait qui allaient éclipser le paysage artistique victorien. Watts, dans cette œuvre tardive, semble anticiper les préoccupations esthétiques du XXe siècle, tout en marquant une rupture avec les conventions picturales de son époque.

L'inauguration de la Tate Gallery en 1897, conçue pour exposer la collection d'art victorien du marchand de sucre Henry Tate, marque le dernier grand triomphe de la peinture victorienne. L'année précédente, Frederic Leighton et John Everett Millais étaient déjà morts, suivis en 1898 par Edward Burne-Jones, puis par John Ruskin en 1900 et la reine Victoria en 1901.
Dans les années 1910, les styles artistiques et littéraires victoriens connaissent un déclin significatif en Grande-Bretagne, et en 1915, le terme « victorien » acquiert une connotation péjorative. De nombreuses personnes attribuent le déclenchement de la Première Guerre mondiale, qui ravage la Grande-Bretagne et l'Europe, à l'héritage de cette époque, ce qui entraîne une profonde désaffection pour les arts et la littérature qui lui sont associés. Des œuvres telles que Eminent Victorians (1918) de Lytton Strachey et Rossetti and His Circle (1922) de Max Beerbohm, toutes deux très influentes, introduisent une parodie de l'époque victorienne et de ses artistes dans le courant littéraire dominant. Parallèlement, le mouvement moderniste , de plus en plus prévalent et qui façonne l'art britannique du XXe siècle, s'inspire de Paul Cézanne tout en montrant peu d'intérêt pour la peinture britannique du XIXe siècle,.
Au cours du XXe siècle, les œuvres des impressionnistes et des postimpressionnistes français du XIXe siècle voient leur valeur croître considérablement. À la fin du XIXe siècle, les préraphaélites et les membres du mouvement esthétique, qui avaient dominé la peinture victorienne, s'étaient unis pour critiquer l'influence française ainsi que la paresse et l'insignifiance perçues de l'impressionnisme et du postimpressionnisme. En conséquence, ces mouvements sont souvent moqués ou rejetés par de nombreux peintres et critiques modernistes durant la première moitié du XXe siècle.
L'art victorien, en dehors du préraphaélisme, est souvent perçu comme démodé. En 1963, June flamboyante, une œuvre majeure de Frederic Leighton, est mise en vente à Londres pour seulement 50 livres sterling (environ 1 300 livres sterling en 2023),. En 1967, l'historien de l'art Quentin Bell déclare que l'art victorien est « esthétiquement et donc historiquement négligeable ». Bien qu'il ait connu un léger renouveau par la suite, l'art victorien reste largement considéré comme dépassé, et l'absence de collections significatives aux États-Unis limite l'intérêt mondial pour ce mouvement.

## Regain d'intérêt
Dans les années 1940, l'essai The Pre-Raphaelite Tragedy de William Gaunt s’allie à une ferveur patriotique nourrie par les tensions de la guerre, qui propulsent l’art victorien au cœur d’un regain d’intérêt. Les grands musées britanniques saisissent l’occasion en 1948 et orchestrent des expositions rétrospectives et des événements solennels pour marquer le centenaire de la confrérie préraphaélite. Pourtant, cette renaissance artistique affronte les railleries de l’avant-garde. Wyndham Lewis, figure clé de ce courant, fustige ainsi la confrérie, qu'il qualifie d’anachronisme pompeux, étranger aux débats créatifs de son temps.
Entre 1951 et 1952, la Royal Academy of Arts accueille une exposition d'envergure intitulée The First Hundred Years of the Royal Academy 1769-1868, qui met en lumière un pan significatif de la création britannique du XIXe siècle, atteignant ainsi un public élargi au-delà des cercles habituels. Cependant, malgré cette initiative, l'art victorien continue de souffrir d'une réputation mitigée et peine à convaincre le consensus critique de son époque.
Dans les années 1960, l'art victorien, et en particulier le préraphaélisme, connaît un nouvel engouement au sein de la contre-culture, où il est perçu comme un précurseur du pop art et d'autres mouvements contemporains. Plusieurs expositions consacrées à des artistes préraphaélites ou influencés par la confrérie préraphaélite, organisées dans les années 1960 et 1970, contribuent à renforcer leur notoriété. En 1984 à la Tate Britain, une importante exposition présente l'ensemble du mouvement préraphaélite et obtient l'un des plus grands succès commerciaux de l'histoire de la galerie.